# 高天
高天（1917年8月—1994年6月19日），曾用名高紫瑜，江苏淮安人，出生于河南洛阳，中华人民共和国记者、编辑、政治人物、爱国革命家，曾任中国民主同盟中央委员会副主席。

## 生平
抗战爆发作为战地记者奔赴前线，先后参加了台儿庄、徐州、武汉、长沙会战，发表了百余篇战地通讯。后遵照周恩来的指示，和胡愈之、范长江一道发起创建了中国共产党领导的国际新闻社，并担任国新社重庆办事处负责人。在重庆，周恩来派秘书陈家康约见，交谈中提出投奔延安、加入共产党的愿望。几天后，周恩来派《新华日报》社长潘梓年转达了中共南方局的决定：“高天留在党外更便于工作，要背靠里面向外作战。”
抗战胜利后，时任《扫荡报》昆明版总编辑的高天被军统拘禁，周恩来派地下党员、《扫荡报》重庆总社采访部主任谢爽秋负责营救。谢爽秋找人协助高天从厕所跳窗翻墙逃脱，昆明警备总司令杜聿明签发通缉令全城抓捕，云南党组织把高天暂时安排到龙云的部队，由党组织领导人朱家璧护送到越南避难。后从河内辗转到达香港，担任中共香港分局机关报《华商报》编辑部主任，兼任民盟港九支部秘书主任、中国人民救国会香港分会秘书长。1948年5月潘汉年、连贯派其负责联络在港的民盟成员，包括沈钧儒、章伯钧、胡愈之、萨空了等赴解放区事宜。
1949年参加中原大学研究班学习后，被分配到河南大学任教授。1949年8月参加民盟总部机关报《光明日报》组建工作，担任第一任室主任。中华人民共和国成立后在光明日报社先后担任采访部主任、副总编辑。此后任民盟北京市支部宣传委员，民盟总部宣传委员。第五届全国政协委员，第六、七、八届全国政协常委，民盟中央第一、二届候补中央委员；第三届中央委员，第四届中央常委、秘书长，第五届中央副主席，执行局主任，第六、七届中央常务副主席。因病医治无效，于1994年6月19日在北京医院逝世，终年77岁。此后，中共中央组织部撰写《高天同志生平》中写：“1948年中共中央发出‘五一口号’，得到各民主党派的一致响应。高天同志协助党，组织在香港的各民主党派负责人分批北上赴解放区，参加新政协的筹备工作。” 其骨灰现存放于八宝山革命公墓中一室。